# 津軽鉄道津軽21形気動車
津軽鉄道津軽21形気動車（つがるてつどうつがる21がたきどうしゃ）は、1996年（平成8年）11月に2両、2000年（平成12年）2月に3両、計5両が製造された津軽鉄道の気動車である。沿線の金木町出身の作家、太宰治の作品にちなみ、「走れメロス」の愛称がつけられている。

## 概要
朝夕のラッシュ時を除く時間帯の列車をワンマン運転とすること、冷房化による快適性の向上をねらって、国、青森県からの補助金と、沿線の1市2町2村からなる津軽鉄道活性化協議会からの助成を受け、1967年（昭和42年）製のキハ24024以来津軽鉄道29年ぶりの新造車として導入された。1996年（平成8年）11月に21-101、102の2両、2000年（平成12年）2月に21-103、104、105の3両、計5両が製造され、沿線の金木町出身の作家、太宰治の作品にちなみ、「走れメロス」の愛称がつけられている。18 m級車体の両運転台車、車内はセミクロスシートで、車椅子スペース、ワンマン運転設備を備える。

## 車体

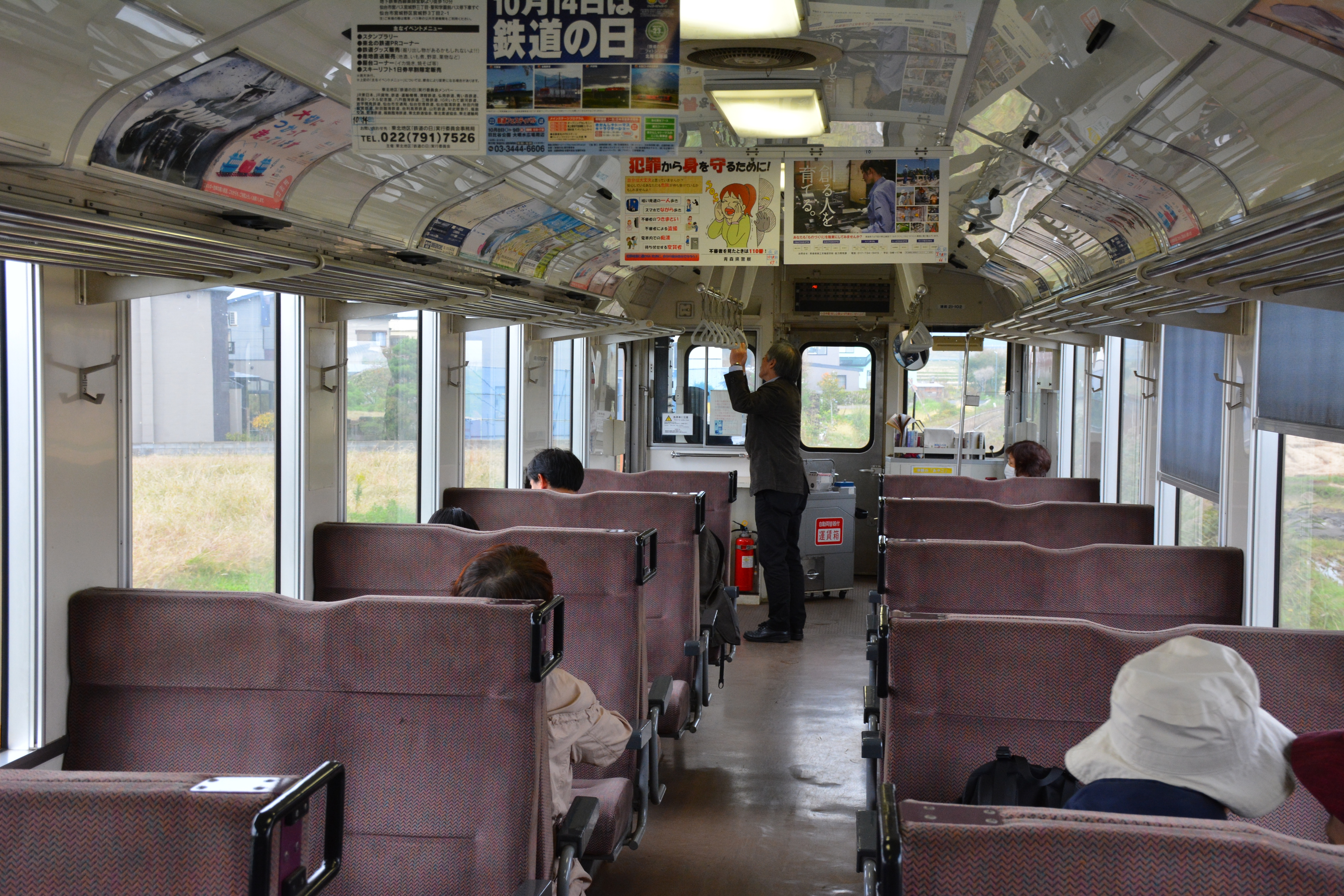
津軽21-102の車内（2016年10月）

新潟鐵工所製の軽快気動車をベースとし、側窓は幅1,200mm、高さ1,000 mmと大型のものが採用されたが、防寒のため固定式となった。正面貫通構造の両運転台式である。従来車より広い有効幅910 mmの客用扉が片側2か所、車体両端に寄せられて設けられた。客用扉は寒気の保温のため乗客の操作によっても開閉できるよう半自動スイッチが設けられた。乗降の容易化のためステップが車体より60 mm外側に張り出している。運転席は左隅半室式で、乗務員扉を備えるが、進行方向向かって右側には乗務員扉はない。中央部に4人掛け10組のボックスシートを備えるほかはロングシートのセミクロスシートで、デッキは設けられなかったが、扉わきには防寒のため簡易の仕切りが設置された。ワンマン運転設備を備えるとともに、津軽中里寄り正面向かって左側の客用扉後ろに固定装置付きの車椅子スペースが設けられている。車内2か所に鈴虫台、色紙額、本箱、一輪挿し花瓶、カラオケ用電源が設けられた。車体外装は津軽平野の実りの秋を連想させるオレンジ色を基調とし、窓下にはレトロ感を演出する輪郭帯の入ったモスグリーンの帯が配されるとともに、連続窓風に見えるよう窓周りは黒く塗装された。正面貫通扉と車体側面に「走れメロス」の愛称が表示されている。車両前後両端の排障器下にはスノープラウが設置された。

## 走行装置
エンジンは、 新潟鐵工所製DMF13HZ（243 kW / 2,000 rpm）を1基搭載、動力はTACN-22-1619液体変速機を介して台車に伝達される。前位側台車は2軸駆動の動台車NP126D-2、後位側は従台車NP126T-2で、いずれもインダイレクトマウントの空気ばね式である。制動装置はDE1A自動空気ブレーキ、駐車ブレーキは保安ブレーキ兼用の電気指令式のものが設けられた。

## 空調装置
津軽鉄道で初めて冷房が装備され、冷房装置は機関直結式の36 kW(31,000 kcal/h)のもの1機が搭載された。暖房装置は機関排熱を利用した温風式である。

## 車歴
| 車両番号 | 製造       |
| -------- | ---------- |
| 21-101   | 1996年11月 |
| 21-102   | 1996年11月 |
| 21-103   | 2000年2月  |
| 21-104   | 2000年2月  |
| 21-105   | 2000年2月  |

## 運用
1996年（平成8年）11月18日から津軽鉄道津軽五所川原駅 - 津軽中里駅間で営業運転に使用されている。ワンマン運転は前乗り前降り方式で、2両運転の場合は後ろ側の車両の扉は締め切られる。2007年（平成19年）2月からストーブ列車に特別料金が必要となったため、ストーブ列車に一般車として連結されるようになった。ストーブ列車の牽引機が不調の場合は本形式がストーブ列車を牽引することもある。